# گیل‌محله
گیل محله ، روستایی است از توابع بخش خرم‌آباد شهرستان تنکابن در استان مازندران کشور ایران.
الگو:جعبه اطلاعات مکان
گیل‌محله یکی از روستاهای دهستان بلده در بخش خرم‌آباد، شهرستان تنکابن، استان مازندران است.

## موقعیت جغرافیایی و راه‌های دسترسی
روستا در منطقه‌ای دشتی قرار دارد و از دو مسیر اصلی قابل دسترسی است:
- از سمت تنکابن: مسیر شامل حاجی‌آباد (تنکابن), آبکله‌سر کوچک, لشگرک و سپس گیل‌محله.
- از سمت خرم‌آباد (تنکابن): مسیر شامل نظرآباد (تنکابن), اکبرآباد (تنکابن), لشگرک و در ادامه گیل‌محله.

## امکانات عمومی
روستا دارای امکانات زیر است:
- آب لوله‌کشی
- برق
- گاز طبیعی
- دهیاری مصوب، واقع در گیل‌محله پایین محل، نبش دوراهی امامزاده سیده خدیجه و سید یحیی
- مسجد به نام حضرت ابوالفضل (ع)

## اماکن مذهبی
در روستا دو امامزاده مهم قرار دارند:
- امامزاده سیده خدیجه خانم (س)
- امامزاده سید یحیی (ع)

## کشاورزی و محصولات محلی
اقتصاد گیل‌محله بیشتر بر پایه کشاورزی است. مهم‌ترین محصولات این روستا عبارت‌اند از:
- برنج
- کیوی
- پرتقال

## فرهنگ و زبان
زبان و گویش اهالی روستا گیلکی است. اکثر ساکنان بومی هستند و سبک زندگی سنتی و آداب محلی در روستا همچنان حفظ شده است.

## جمعیت
این روستا در دهستان بلده شرقی قرار دارد و بر اساس سرشماری مرکز آمار ایران در سال ۱۳۹۵، جمعیت آن ۲۳۲ نفر (۷۶ خانوار) بوده‌ است.